# Cirkus: The Young Persons' Guide to King Crimson Live
Cirkus: The Young Persons' Guide to King Crimson Live è un disco live dei King Crimson. Pubblicato nel 1999 dalla Virgin Records.

## Disco 1 - Neon Heat Disease 1984-1998
- Le tracce 1, 3, 4, 5, 7, 9 & 10 sono state registrate Metropolitan Theatre, Città del Messico, 2-4 agosto 1996
- Le tracce 2, 13 & 14 recorded at the Spectrum, Montréal 11 July, 1984
- Le tracce 8 & 15 sono state registrate al Nakano Sun Plaza, Tokyo, 5-6 ottobre 1995
- Le tracce 6 sono state registrate al Jazz Cafe, Londra, 1º dicembre 1997
- Le tracce 11 & 12 sono state registrate a Pearl Street, Northampton 1º luglio 1998

1. Dinosaur (Belew, Fripp, Levin, Bruford, Gunn, Mastelotto) 5:05
2. Thela Hun Ginjeet (Belew, Fripp, Levin, Bruford) 5:17
3. Red (Fripp) 6:10
4. B'Boom (Belew, Fripp, Levin, Bruford, Gunn, Mastelotto) 4:54
5. THRAK (Belew, Fripp, Levin, Bruford, Gunn, Mastelotto) 1:04
6. 1 ii 2 (Fripp, Gunn, Levin, Bruford) 2:43
7. Neurotica (Belew, Fripp, Levin, Bruford) 3:43
8. Indiscipline (Belew, Fripp, Levin, Bruford) 6:40
9. VROOOM VROOOM (Belew, Fripp, Levin, Bruford, Gunn, Mastelotto) 4:42
10. Coda: Marine 475 (Belew, Fripp, Levin, Bruford, Gunn, Mastelotto) 2:38
11. Deception of the Thrush (Belew, Fripp, Gunn) 6:05
12. Heavy ConstruKction (Belew, Fripp, Gunn) 3:52
13. Three of a Perfect Pair (Belew, Fripp, Levin, Bruford) 4:23
14. Sleepless (Belew, Fripp, Levin, Bruford) 6:10
15. Elephant Talk (Belew, Fripp, Levin, Bruford) 4:36

### Formazione Disco 1
- Robert Fripp - Chitarra
- Adrian Belew: Chitarra e Voce (eccetto traccia 6), V-drums (tracce 11 & 12)
- Trey Gunn: Touch Guitar (eccetto tracce 2, 13 & 15)
- Tony Levin: Stick Bass (eccetto tracce 11 & 12)
- Bill Bruford: Batteria (eccetto tracce 11 & 12)
- Pat Mastelotto: Batteria (eccetto tracce 2, 6, 11, 12, 13 & 15)

## Disco 2 - Fractured 1969-1996
- La traccia 1 è stata registrata al Baseball Park, Jacksonville, 26 febbraio 1972
- La traccia 2 è stata registrata a Kemp Coliseum, Orlando, 27 febbraio 1972
- Le tracce 3 & 4 sono state registrate a Fillmore West, San Francisco, 15 dicembre 1969
- Le tracce 6 & 8 sono state registrate a Concertgebouw, Amsterdam, 23 novembre 1973
- La traccia 7 è stata registrata a Palais Des Sports, Besançon, 25 marzo 1974
- La traccia 5 è stata registrata a Massey Hall, Toronto, 24 giugno 1974
- La traccia 10 è stata registrate al Stanley Warner Theatre, Pittsburgh, 29 aprile 1974
- La traccia 9 è stata registrata al Metropolitan Theatre, Città del Messico, 2-4 agosto 1996

1. 21st Century Schizoid Man (Fripp, Lake, McDonald, Giles, Sinfield) 9:26
2. Ladies of the Road (Fripp, Sinfield) 6:00
3. A Man A City (Fripp, Lake, McDonald, Giles, Sinfield) 10:00
4. In the Court of the Crimson King (McDonald, Sinfield) 6:50
5. Fracture (Fripp) 11:04
6. Easy Money (Fripp, Wetton, Palmer-James) 6:12
7. Improv: Besancon (Cross, Fripp, Wetton, Bruford) 1:37
8. The Talking Drum (Cross, Fripp, Wetton, Bruford, Muir) 6:25
9. Larks' Tongues in Aspic (Parte II) (Fripp) 6:29
10. Starless (Cross, Fripp, Wetton, Bruford, Palmer-James) 12:07

### Formazione Disco 2
- Robert Fripp - Chitarra, Mellotron
- Mel Collins - Sassofono, Flauto (tracce 1 & 2)
- Boz Burrell: Basso, Voce (tracce 1 & 2)
- Ian Wallace: Batteria (tracce 1 & 2)
- Ian McDonald: Sassofono, Flauto, Mellotron, Voce (tracce 3 & 4)
- Greg Lake: Basso, Voce (tracce 3 & 4)
- Michael Giles: Batteria, Percussioni, Voce (tracce 3 & 4)
- Peter Sinfield: Words & Luci (tracce 3 & 4)
- David Cross: Violino, Mellotron (tracce 5-8, 10)
- John Wetton: Basso, Voce (tracce 5-8, 10)
- Bill Bruford: Batteria, Percussioni (tracce 5-10)
- Adrian Belew: Chitarra, Voce (traccia 9)
- Trey Gunn: Touch Guitar (traccia 9)
- Tony Levin: Stick Bass (traccia 9)
- Pat Mastelotto: Batteria, Percussioni (traccia 9)